# Juan Antonio Pellicer
Pour les articles homonymes, voir Pellicer.
Juan Antonio Pellicer, né à Encinacorba en 1738 et mort à Madrid le 10 septembre 1806, est un écrivain espagnol.

## Biographie
Fils de Juan Manuel Pellicer et de Gertrudis Pilares y Saforcada, il se rend à Madrid pour s'instruire aux côtés de son oncle Ignacio Ximénez y Saforcada, trésorier en chef des loyers provinciaux. Il étudie à l'Université d'Alcalá de Henares, obtient un baccalauréat en canons et lois, et au début de 1762, entre comme « troisième clerc » à la Bibliothèque royale de Madrid. Avec le géographe Tomás Antonio Sánchez (en) et Rafael Casalbón y Geli (es), il établit une réédition de l'ouvrage bibliographique de Nicolás Antonio (1617-1684) Bibliotheca hispana nova (1672), répertoire d'écrivains espagnols depuis 1500, sous le titre de Bibliotheca Hispana Nova, sive Hispanorum scriptorum qui ab anno MD. ad MDCLXXXIV floruere news (Madrid : Joaquín Ibarra, 1783 et 1788, 2 vol.).
Il est surtout connu pour son ouvrage Ensayo de una bibliotheca de traductores española (Madrid: Antonio de Sancha, 1778).
En 1792, il est nommé surnuméraire de la Royal Academy of History et en 1795, promu universitaire permanent. En 1802, il devient Doyen des Bibliothécaires de Sa Majesté et cette même année, est fait Chevalier de l'Ordre de Carlos III.

## Œuvres
- Édition de l'ouvrage de Nicolás Antonio, Bibliotheca Hispana Nova, sive Hispanorum scriptorum qui ab anno MD. ad MDCLXXXIV floruere noticia, Madrid: Joaquín Ibarra, 1783 et 1788, 2 vols.
- Ensayo de una bibliotheca de traductores españoles, donde se da noticia de las traducciones que hay en castellano de la Sagrada Escritura, Santos Padres, Filósofos, Historiadores, Médicos, Oradores, Poetas, así griegos como latinos, y de otros autores que han florecido antes de la invención de la imprenta. Preceden varias noticias para las vidas de otros escritores españoles, Madrid: Antonio de Sancha, 1778.
- Discurso sobre varias antigüedades de Madrid y origen de sus parroquias, especialmente la de San Miguel. Con algunas observaciones sobre la disertación histórica publicada por el Doctor don Manuel Rosell acerca de la aparición de Isidore le Laboureur al rey don Alonso VIII antes de la batalla de Las Navas, en defensa del Marqués de Mondéjar, Madrid: Antonio de Sancha, 1791
- Vida de Miguel de Cervantes Saavedra, Madrid, Gabriel de Sancha, 1800.
- Carta en castellano con posdata políglota en la cual don Juan Antonio Pellicer y don Josef Antonio Conde responden a la carta crítica que un anónimo dirigió al autor de las Notas del Don Quixote, desaprobando algunas de ellas, Madrid: Sancha, 1800
- Disertación histórico-geográfica sobre el origen y población de Madrid, así en tiempo de moros como de cristianos, Madrid: Imprenta de la Administración de la Beneficencia, 1800
- Examen crítico del Anti-Quixote publicado por don Nicolás Pérez, Madrid: Sancha, 1806
- Édition de Miguel de Cervantes, El ingenioso hidalgo Don Quijote de La Mancha [...] Nueva edición, corregida de nuevo, con nuevas notas, con nuevas estampas, con nuevo análisis y con la vida del autor nuevamente aumentada, Madrid, Gabriel de Sancha, 1797-1798, 5 vols. Seconde édition, Madrid : Gabriel de Sancha, 1798-1800, 9 volumes.
- Traduction de Sermones del padre Carlos Frey de Neuville, Predicador de Luis XV, Rey de Francia, Madrid: Antonio de Sancha, 1779-1789, 8 vols.